# 小土星行動
小土星行動（俄语：Среднедонская операция）是第二次世界大戰德蘇戰爭中，蘇聯紅軍於1942年12月至1943年2月收復高加索北部及頓河平原的戰役。
1942年11月19日開始的天王星行動非常成功，超過300,000名在史達林格勒隸屬於由弗里德里希·保盧斯指揮的德國第6軍團及第4裝甲軍團的士兵被包圍，為擴大勝利，蘇聯最高統帥部計劃一個冬季攻勢以延續勝利及擴大戰果，代號為小土星行動。

## 小土星行動：1942年12月

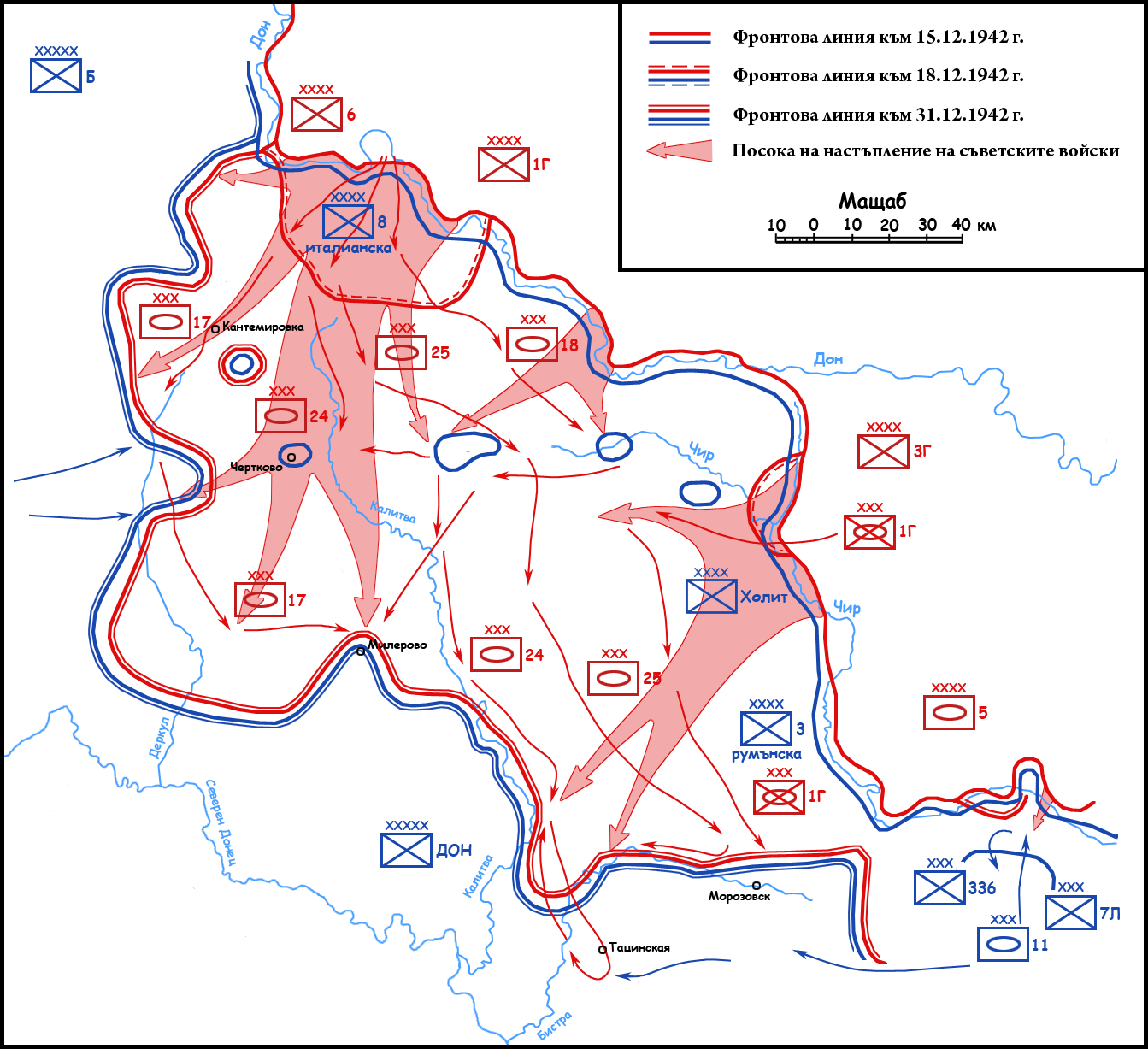
“小土星”进攻战役

第一階段：嘗試切斷在高加索的德國A集團軍，由於埃里希·馮·曼施坦因於12月12日實施冬季風暴行動以解救在史達林格勒被包圍的德軍而很快被修改，當隸屬於羅季翁·雅科夫列維奇·馬利諾夫斯基的红軍第2親衛軍團阻止了纳粹德国国防军陆军向史達林格勒的推進後，一個被修改了的小土星行動於12月16日展開。
這個行動包括了一個鉗形攻勢以攻击德軍解圍部隊，由蘇軍第1親衛軍團及第3親衛軍團從北面進攻，在頓河流域包圍了擁有130,000名士兵的義大利第8軍團及進至米里羅夫（曼施坦因命令德軍第6裝甲師救援130,000名被包圍的義大利士兵，其中45,000人生存下來並於12月17日在切爾特科沃與第6裝甲師會合），向南推進的蘇軍第28軍團可能會包圍德國第1裝甲軍團，而蘇軍第51軍團直接進攻冬季风暴行动的解圍部隊，12月24日蘇軍第24坦克軍的坦克到達塔特辛斯卡亞，這個德國空軍向被包圍在史達林格勒的第6集团军進行空運补给品（运输武器辎重和食物的）的主要基地，蘇軍坦克在風雪掩護下攻佔機場，當時機場上還停放一些德軍的運輸機（參閱：突擊塔特辛斯卡亞）。
由於解圍部隊可能會被包圍，曼施坦因沒有選擇，只好將部隊於12月23日－12月29日撤回到柯特尼柯夫，被包圍在史達林格勒的德軍只好聽天由命（300,000被围困的士兵只有90,000人生還被俘，最後只有5,000人生存回到德國），但該行動範圍較窄也讓由保羅·路德維希·埃瓦爾德·馮·克萊斯特指揮的A集團軍有時間撤離高加索並經羅斯托夫渡過頓河。

## 第二階段：1943年1月
第二階段行動於1943年1月13日展開，由菲利普·戈利科夫指揮的沃羅湼日方面軍屬下4個軍團包圍及消滅駐守在頓河上斯沃博達附近的匈牙利第2軍團，令德國第2軍團面臨被包圍的威脅，因此第2軍團撤退，沃羅湼日方面軍於2月5日進至庫爾斯克及卡爾可夫一帶。

## 第三階段：1943年2月
當德軍無組織地橫過烏克蘭南部撤退時，第三階段是由沃羅湼日方面軍進攻第聶伯河並包圍第2軍團，同時西南方面軍及南方面軍攻佔盧甘斯克並向南面的亞速海推進以包圍克萊斯特的A集團軍與曼施坦因的頓河集團軍。
行動開始時非常順利，庫爾斯克在1943年2月8日被解放、2月8日－2月16日解放哈尔科夫、2月8日－2月19日解放顿河畔罗斯托夫，一條空隙出現在A集團軍現在於刻赤半島對面佔據了一個小型橋頭堡及頓河集團軍之間，而蘇軍第1親衛軍團在進攻中通過第聶伯羅彼得羅夫斯克威脅了另一條出現在頓河集團軍與由京特·馮·克魯格指揮的中央集團軍之間的空隙，而且在史達林格勒的纳粹德国国防军陆军第6集团军余部於1943年2月2日投降，讓由康斯坦丁·羅科索夫斯基的頓河方面軍能投入新的行動。
一個野心勃勃的計劃伴隨著在庫爾斯克的勝利而被制訂出來，進攻中央集團軍群在奧廖爾的突出部及向布良斯克推進，但是這時候，蘇聯最高統帥部的的寄望超過了已經精疲力竭的進攻部隊之能力，補給困難令從史達林格勒向西推進了650 公里（400 英哩）的部隊推遲了行動直至2月25日，而堅強的德軍防守亦令行動在庫爾斯克以西只有少許成功，而在奧廖爾更沒有戰果。
同時為了保障南面的安全，國防軍最高統帥部決定放棄了莫斯科附近热泽夫—瑟切夫卡—维亚济马突出部，目的是拉直防線及增加兵力在烏克蘭東部反擊红軍，曼施坦因的反攻因調派了訓練有素及配備了虎式坦克的武裝親衛隊裝甲軍而變得強而有力，反攻在1943年2月19日從波爾塔瓦展開，並於3月份第3個星期收復卡爾可夫，後來因春季溶雪反攻停止，這讓一個突出部在庫爾斯克形成，最終導致7月份爆發庫爾斯克戰役。